# Diocese de Cancún-Chetumal
A Diocese de Cancún-Chetumal (em latim: Dioecesis Cancunensis–Chetumaliensis) é uma diocese da Igreja Católica localizada nos municípios de Cancún e Chetumal, no estado de Quintana Roo, pertencente a Arquidiocese de Iucatã no México. Foi fundada em 23 de maio de 1970 pelo Papa Paulo VI como Prelazia Territorial de Chetumal. Com uma população católica de 1.026.643 habitantes, sendo 64,0% da população total, possui 74 paróquias com dados de 2021.

## História
Em 24 de maio de 1970 o Papa Paulo VI cria a Prelazia Territorial de Chetumal através dos territórios da Arquidiocese de Iucatã e da Diocese de Campeche. Em 1996 a prelazia tem seu nome alterado para Prelazia Territorial de Cancún-Chetumal. Em 2020 a prelazia é elevada a Diocese de Cancún-Chetumal.

## Lista de bispos
A seguir uma lista de bispos desde a criação da prelazia em 1970.
|                                      | Nome                                | Período                   | Notas                              |
| Bispos de Cancún-Chetumal            | Bispos de Cancún-Chetumal           | Bispos de Cancún-Chetumal | Bispos de Cancún-Chetumal          |
| ------------------------------------ | ----------------------------------- | ------------------------- | ---------------------------------- |
| 1º                                   | Pedro Pablo Elizondo Cárdenas, L.C. | 2020 - atual              |                                    |
| Prelados de Cancún-Chetumal          |                                     |                           |                                    |
| 2º                                   | Pedro Pablo Elizondo Cárdenas, L.C. | 2004 - 2020               | Nomeado bispo dessa diocese        |
| 1º                                   | Jorge Bernal Vargas, L.C.           | 1996 - 2004               |                                    |
| Prelado de Chetumal                  |                                     |                           |                                    |
| 1º                                   | Jorge Bernal Vargas, L.C.           | 1973 - 1996               | Nomeado prelado de Cancún-Chetumal |
| Administrador apostólico de Chetumal |                                     |                           |                                    |
| 1º                                   | Jorge Bernal Vargas, L.C.           | 1970 - 1973               | Nomeado prelado de Chetumal        |